# Arboridia parvula
Arboridia parvula är en insektsart som först beskrevs av Karl Henrik Boheman 1845.  Arboridia parvula ingår i släktet Arboridia och familjen dvärgstritar. Arten är reproducerande i Sverige. Inga underarter finns listade i Catalogue of Life.